# 沂蒙山小调
《沂蒙山小调》前身是《反对黄沙会》，于1940年6月，由驻扎在山东省费县白石屋村、八路军抗大一分校文工团的两位年轻团员李林和阮若珊创作。1940年代初，经过初次改编的歌曲通过口头传唱即在鲁中南地区流行，传遍山东:94。日后有多次改编，并形成多个版本，至1980年前后方才定稿:78。

## 创作过程
歌曲初名《反对黄沙会》（或《打黄沙会》:93）。歌曲在初期未正式出版，日后亦长期被定义为“山东民歌”。曲作者李林、词作者阮若琳对这种情况，“从不露名，也不干预《沂蒙山小调》在歌名，歌词和曲谱方面的各种变化”:78。《反对黄沙会》歌词为控诉黄沙会的罪行，揭露黄沙会的阴谋；曲调是他们根据逃荒到东北的山东卖唱人所唱的曲调，加工整理而成的。
1953年秋，山东军区政治部文工团的李锐云、李广宗、王印泉，因应本团演出工作的需要，将一首他们搜集的民间传唱的无名民歌，重新修改记谱，将原来歌词中的抗日主题，改为歌颂美好家乡的主题，后面又续加了两段歌词，定名为《沂蒙山小调》，从此传遍大江南北的沂蒙山小调正式版本诞生。此歌首唱人是彭丽媛的老师山东军区政治部文工团女高音歌唱家王音旋，在山东引起了轰动。

## 影响
此歌首唱人是山东军区政治部文工团的女高音歌唱家王音旋，1953年在山东演出引起了轰动。1964年，歌唱家韦友琴在上海举办的“华东地区民歌调演”上演唱的《沂蒙山小调》，受到了陈毅等首长的称颂，后被录制成唱片，在全国发行。从此，这首歌很快就传遍了大江南北，群众盛赞“南有《茉莉花》北有《沂蒙山小调》”，这首歌成了久唱不衰的红色经典歌曲。:93。

## 备注
1. 1 2  曲作者李林于1998年6月在上海逝世，享年81岁，曾任上海歌剧院顾问[1]:78。
2. 1 2  词作者阮若珊于2001年11月在北京逝世，享年80岁，曾任中央戏剧学院副院长[1]:78。
3. ↑  李锐云时任音乐队长
4. ↑  李广宗曾任南京军区文化部长
5. ↑  王印泉曾任山东音协副主席，和李广宗等著有《山东民歌集》